# 5. Arrondissement (Marseille)
Das 5. Arrondissement ist ein Arrondissement (Stadtbezirk) der südfranzösischen Stadt Marseille. 2007 lebten hier 44.583 Menschen.

## Lage und Stadtviertel
Es befindet sich östlich des Stadtzentrums von Marseille. Die Grenzen des Arrondissements verlaufen ungefähr an der Place Jean-Jaurès und dem Cimetière Saint-Pierre. In Nord-Süd-Richtung wird es von der Verkehrsachse Rocade du Jaret durchzogen. Im Norden grenzt es an das 4. Arrondissement, im Osten ans 10. und 12. und im Westen ans 1. und 6. Arrondissement.
Das Arrondissement unterteilt sich in vier Stadtviertel:
- Baille
- Le Camas
- La Conception
- Saint-Pierre

## Infrastruktur
Die beiden wichtigsten Einrichtungen des Gesundheitswesens sind das größte Regionalkrankenhaus in Marseille, das Hôpital de la Timone, und das Hôpital la Conception.

## Kultur
Wichtige Institutionen sind das Centre Culturel Chrétien und das Centre de Culture et d’Information sur le Monde Arabe. Auch die Palette Visuelle präsentiert Ausstellungen. Die Kirche Saint-Michel ist Veranstaltungsort klassischer Musikkonzerte.